# Engoulevent des bois
Setopagis parvula
Espèce
Statut de conservation UICN

 LC  : Préoccupation mineure
L'Engoulevent des bois (Setopagis parvula ou Setopagis parvulus, syn. Hydropsalis parvula, anciennement Caprimulgus parvulus) est une espèce d'oiseaux de la famille des Caprimulgidae. Setopagis heterura est parfois considérée comme sous-espèce de l'Engoulevent des bois.

## Répartition
Cet oiseau vit en Amérique du Sud.